# Wikipedia în italiană
Wikipedia în italiană (în italiană Wikipedia in italiano) este versiunea în limba italiană a Wikipediei. A fost lansată pe 11 mai 2001  și editată pentru prima dată pe 11 iunie 2001. În 2013 avea peste 1 100 000 de articole și peste 1 000 000 de utilizatori înregistrați.  Este a 6-a cea mai mare ediție Wikipedia după numărul de articole (după engleză, neerlandeză, germană, franceză și suedeză).